# Глазков, Юрий Петрович
Ю́рий Петро́вич Глазков (27 июля 1931, Бондари, Тамбовская область — 15 ноября 2015) — советский и российский инженер-конструктор, кандидат технических наук. Генеральный директор Уралэлектротяжмаша в 1983—1988 годах. Лауреат Государственной премии СССР (1982).

## Биография
Родился 27 июля 1931 года в селе Бондари. В 1954 году окончил Московский энергетический институт по специальности инженер-электромеханик.
С 1954 года работал в Екатеринбурге на заводе Уралэлектротяжмаш инженером-конструктором, начальником конструкторского бюро, главным конструктором, первым заместителем генерального директора. В 1980 году защитил диссертацию с присвоением учёной степени кандидата технических наук. В 1983 году был назначен генеральным директором ПО «Уралэлектротяжмаш».
В период работы на УЭТМ отвечал за разработку электрооборудования для подводных лодок, в том числе атомных. Также Глазков возглавлял разработку и внедрение новых гидрогенераторов, трансформаторов, преобразователей и высоковольтных аппаратов для объектов народного хозяйства в СССР и за рубежом. В частности, под руководством Глазкова на УЭТМ были разработаны гидрогенераторы мощностью 300 тыс. кВт для Нурекской ГЭС, комплекс электропривода прокатных станов НТМК, вертикальные двигатели большой мощности для привода циркуляционных насосов атомных реакторов, а также воздушные выключатели сверхвысокого напряжения для дальних линий электропередач.
В 1982 году Ю. П. Глазков был награждён Государственной премией СССР за создание и широкое внедрение высокоэффективных систем электроснабжения электролиза алюминия на базе мощных полупроводниковых выпрямительных агрегатов.
Является автором более 40 научных публикаций, имеет 12 авторских свидетельств на изобретения.
Скончался 15 ноября 2015 года.
В 2017 году центру культуры «Эльмаш» в Екатеринбурге было присвоено имя Ю. П. Глазкова.

## Награды
- Орден «Знак Почёта» (1963)
- Орден Трудового Красного Знамени (1976)
- Государственная премия СССР (1982)